# Главный штаб Вооружённых сил Республики Сербская Краина
Главный штаб Вооружённых сил Республики Сербская Краина (серб. Главни штаб Српске војске Крајине) — центральный орган военного управления и основной орган оперативного управления Вооруженными силами РСК. Он был сформирован 16 октября 1992 года, а свою деятельность начал 27 ноября того же года. На протяжении своего существования Главный штаб краинской армии испытывал постоянные проблемы с укомплектованностью личным составом.
Главный штаб армии РСК состоял из Сектора оперативных дел, Сектора информации, вопросов религии и юстиции, Сектора тылового обеспечения, Сектора безопасности, Сектора разведки, Сектора ВВС и ПВО, Сектора пополнения и мобилизации, а также из Инспекции Армии.
В непосредственном подчинении Главного штаба были:
- 2-я гвардейская моторизованная бригада
- 105-я авиационная бригада
- 44-я артиллерийско-ракетная бригада ПВО
- 75-я смешанная артиллерийская бригада
- 75-я тыловая база
- Центр подготовки «1300 капралов»
- батальон военной полиции
- батальон связи
- Дом Армии
- военная библиотека
- военный оркестр
- Центр подготовки «Альфа»

В свою очередь, в самом Главном штабе существовал общий штаб, который координировал деятельность всех отделов. Им командовали генерал-майоры Борислав Джукич (1993—1994) и Душан Лончар (1994—1995).